# Washington Shirley

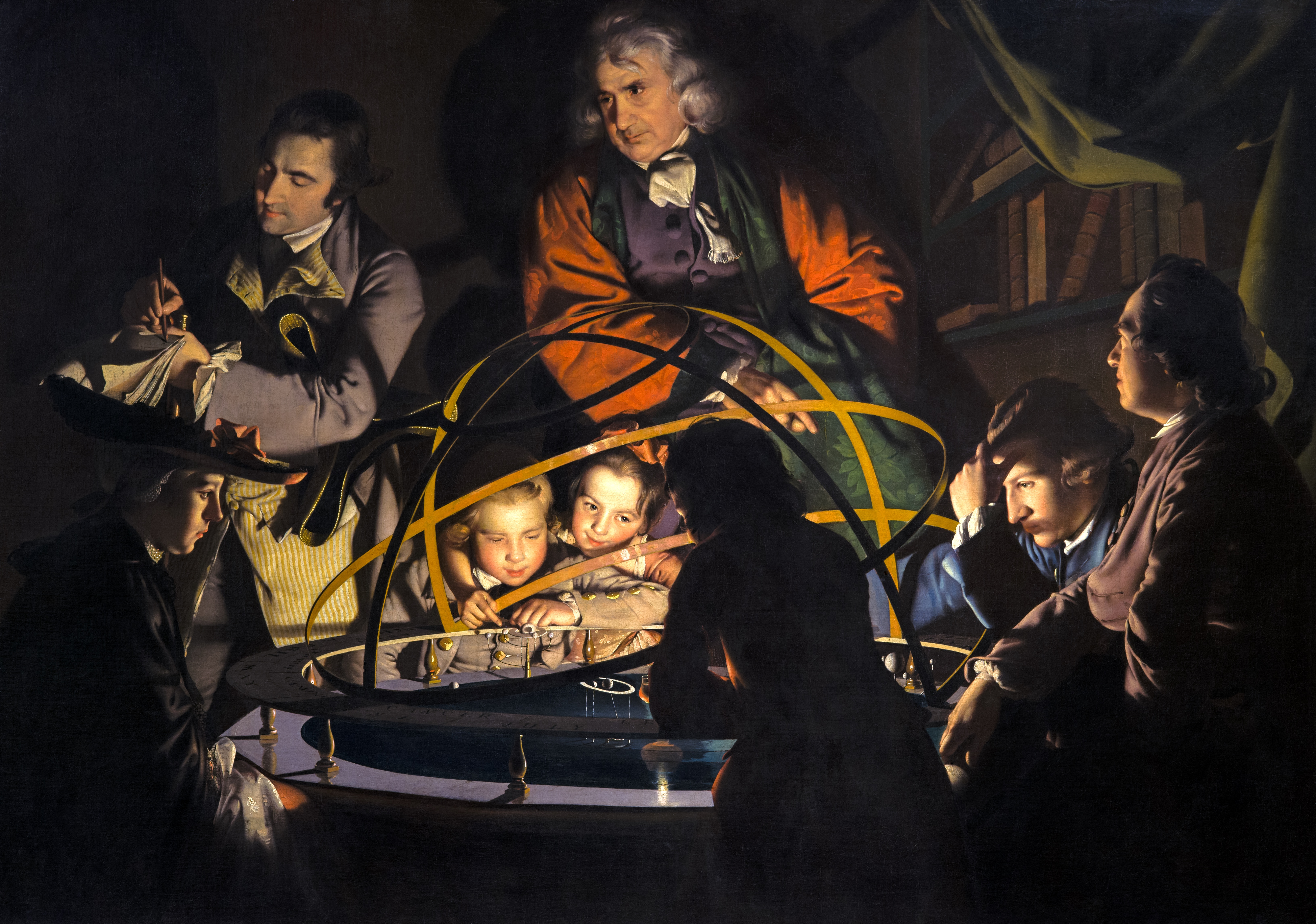
El filósofo que da conferencias sobre el planetario de Joseph Wright.

Washington Shirley, 5º Conde Ferrers, FRS (26 de mayo de 1722 – 1 de octubre de 1778) fue un oficial de la Marina Real, par, masón y astrónomo aficionado británico.

## Biografía
Shirley era el segundo hijo del Hon. Laurence Shirley (él a su vez cuarto hijo de Robert Shirley, 1.er Conde Ferrers) y de su esposa, Anne. Cerca del año 1738 se alistó en la Marina Real y ascendió a los rangos de subteniente en 1741, teniente en 1746 y poscapitán poco después.
Dos semanas después de la ejecución de su hermano, Laurence Shirley, 4º Conde de Ferrers en 1760, Shirley tomó su lugar en la Cámara de los Lores (como el nuevo Conde Ferrers) y en 1763, Jorge III le confirió las fincas familiares, anteriormente requisadas a su hermano como resultado de sus actividades delictivas (para sorpresa de Casanova, en aquel momento de visita en Londres), y comenzó a transformar el asiento familiar de Staunton Harold en Leicestershire. Más tarde sería promovido a contraalmirante en 1771 y a vicealmirante en 1775.
Ferrers estaba interesado en la astronomía y poseía su propio planetario. En 1761, Ferrers había sido elegido para la Royal Society por su trabajo sobre las observaciones del tránsito de Venus. Ferrers compró la pintura de Joseph Wright “El filósofo que da conferencias sobre el planetario” y ha sido a menudo reconocido como la figura de la derecha. Ferrers tenía a Peter Perez Burdett (la figura de la izquierda) como invitado en su casa y asistió a algunas charlas de James Ferguson, quien habló sobre el planetario.
Shirley falleció en 1778 en la Chartley Manor Place, Staffordshire, y fue enterrado en Staunton Harold. Como no tenía descendencia alguna con su esposa, Anne, su título y sus propiedades fueron conferidas a su hermano menor, Robert.